# Hank Liotart
Henk Liotart, meglio noto come Hank (Baarn, 15 novembre 1943), è un ex calciatore olandese naturalizzato statunitense.

## Carriera

### Club
Liotart inizia la carriera nel Blauw-Wit prima di trasferirsi negli Stati Uniti d'America nel 1967. Il primo anno in America vestì le maglie dei Pittsburgh Phantoms e dei Cleveland Stokers, senza però giocare incontri ufficiali. L'anno seguente, il primo della neonata NASL, Liotart con gli Stokers raggiunse le semifinali del torneo, perse contro i futuri campioni dell'Atlanta Chiefs.
La stagione seguente passa ai Dallas Tornado con cui ottiene il terzo posto in campionato.
Terminata l'esperienza con i Tornado Liotart ritorna in patria per giocare con i cadetti del PEC Zwolle. Nel 1972 viene ingaggiato dal N.E.C., con cui ottiene il nono posto nell'Eredivisie 1972-1973 e raggiunge la finale di KNVB beker 1972-1973, persa con il NAC Breda. Retrocede in cadetteria con il suo club la stagione seguente.
Terminata l'esperienza con il NEC torna in America per giocare nei Seattle Sounders: nella prima stagione con i Sounders non supera la fase a gironi, mentre l'anno seguente con i suoi viene eliminato ai quarti di finale dai futuri finalisti dei Portland Timbers.
Inizia la stagione 1976 in forza ai Sounders per poi essere ingaggiato dai Timbers, con cui non supera la fase a gironi. L'anno dopo ottiene il quarto ed ultimo posto della Western Division della Pacific Conference.
Dopo un anno di fermo, Liotart torna a giocare nella massima divisione nordamericana in forza ai San Diego Sockers, con cui raggiunge la semifinale della NASL 1979; il piazzamento sarà raggiunto anche la stagione seguente.
Nel 1982 viene ingaggiato dagli Oklahoma City Slickers, con cui raggiunge la finale dell'American Soccer League 1982, persa contro i Detroit Express. Chiuderà la carriera agonistica l'anno seguente sempre in forza agli Slickers.
Contemporaneamente al calcio a 11 Liotart si dedicò anche al calcio indoor, giocando nella MISL dal 1979 al 1982. Nell'ambito del calcio indoor allenò anche gli Hartford Hellions.

## Nazionale
Naturalizzato statunitense, nel 1975 gioca quattro incontri amichevoli con la nazionale stelle e strisce.
L'anno seguente venne inserito nel Team America, selezione che raccoglieva i migliori giocatori che giocavano nella North American Soccer League, per disputare il Torneo del Bicentenario, competizione organizzata dalla USSF in occasione delle celebrazioni dei 200 anni della Dichiarazione d'indipendenza degli Stati Uniti d'America. Il Team America si classificò al quarto ed ultimo posto del torneo.

### Cronologia presenze e reti in Nazionale
| Cronologia completa delle presenze e delle reti in nazionale ― Stati Uniti | Cronologia completa delle presenze e delle reti in nazionale ― Stati Uniti | Cronologia completa delle presenze e delle reti in nazionale ― Stati Uniti | Cronologia completa delle presenze e delle reti in nazionale ― Stati Uniti | Cronologia completa delle presenze e delle reti in nazionale ― Stati Uniti | Cronologia completa delle presenze e delle reti in nazionale ― Stati Uniti | Cronologia completa delle presenze e delle reti in nazionale ― Stati Uniti | Cronologia completa delle presenze e delle reti in nazionale ― Stati Uniti |
| Data                                                                       | Città                                                                      | In casa                                                                    | Risultato                                                                  | Ospiti                                                                     | Competizione                                                               | Reti                                                                       | Note                                                                       |
| -------------------------------------------------------------------------- | -------------------------------------------------------------------------- | -------------------------------------------------------------------------- | -------------------------------------------------------------------------- | -------------------------------------------------------------------------- | -------------------------------------------------------------------------- | -------------------------------------------------------------------------- | -------------------------------------------------------------------------- |
| 26-6-1975                                                                  | Seattle                                                                    | Stati Uniti                                                                | 0 – 4                                                                      | Polonia                                                                    | Amichevole                                                                 | -                                                                          | 67’                                                                        |
| 19-8-1975                                                                  | Città del Messico                                                          | Stati Uniti                                                                | 1 – 3                                                                      | Costa Rica                                                                 | Torneo di Città del Messico                                                | -                                                                          |                                                                            |
| 21-8-1975                                                                  | Città del Messico                                                          | Stati Uniti                                                                | 0 – 6                                                                      | Argentina                                                                  | Torneo di Città del Messico                                                | -                                                                          | 38’                                                                        |
| 24-8-1975                                                                  | Città del Messico                                                          | Messico                                                                    | 2 – 0                                                                      | Stati Uniti                                                                | Torneo di Città del Messico                                                | -                                                                          | 71’                                                                        |
| Totale                                                                     |                                                                            | Presenze                                                                   | 4                                                                          |                                                                            | Reti                                                                       | 0                                                                          |                                                                            |